# Gerald Díaz
Gerald Diaz (ur. 29 marca 1999 roku w Caguas) – portorykański piłkarz grający na pozycji pomocnika w hiszpańskim klubie CF Vilamarxant oraz reprezentacji Portoryka.

## Kariera klubowa
Gerald Diaz jest wychowankiem Levante UD, w którym jednak nie zadebiutował w drużynie seniorów. Od stycznia 2018 roku był zawodnikiem amerykańskiego MCC Tigers. W sezonie 2019/2020 reprezentował barwy Bayamon FC z Portoryko. We wrześniu 2020 roku podpisał kontrakt z hiszpańskim czwartoligowcem CF Vilamarxant.

## Kariera reprezentacyjna
Reprezentował Portoryko na różnych szczeblach wiekowych. Debiut w seniorskiej reprezentacji zaliczył w wyjazdowym towarzyskim meczu z Indonezją (0:0) dnia 13 czerwca 2017 roku. W narodowych barwach wystąpił 8 razy i strzelił 1 bramkę.

## Bramki w reprezentacji
| Nr | Data                 | Obiekt                                                     | Przeciwnik | Bramka na | Rezultat | Zawody                          |
| -- | -------------------- | ---------------------------------------------------------- | ---------- | --------- | -------- | ------------------------------- |
| 1. | 15 października 2019 | Raymond E. Guishard Technical Centre, The Valley, Anguilla | Anguilla   | 3–0       | 3–2      | Liga Narodów CONCACAF 2019/2020 |